# Marià Aguiló i Fuster

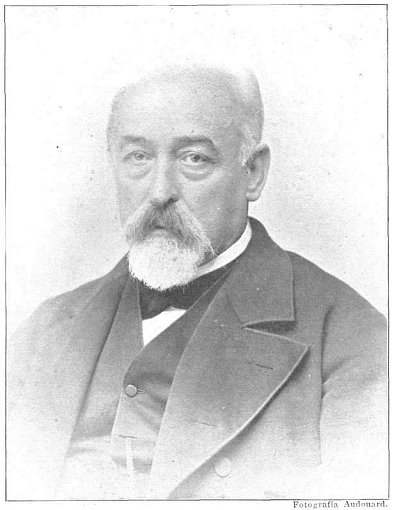
Marià Aguiló i Fuster

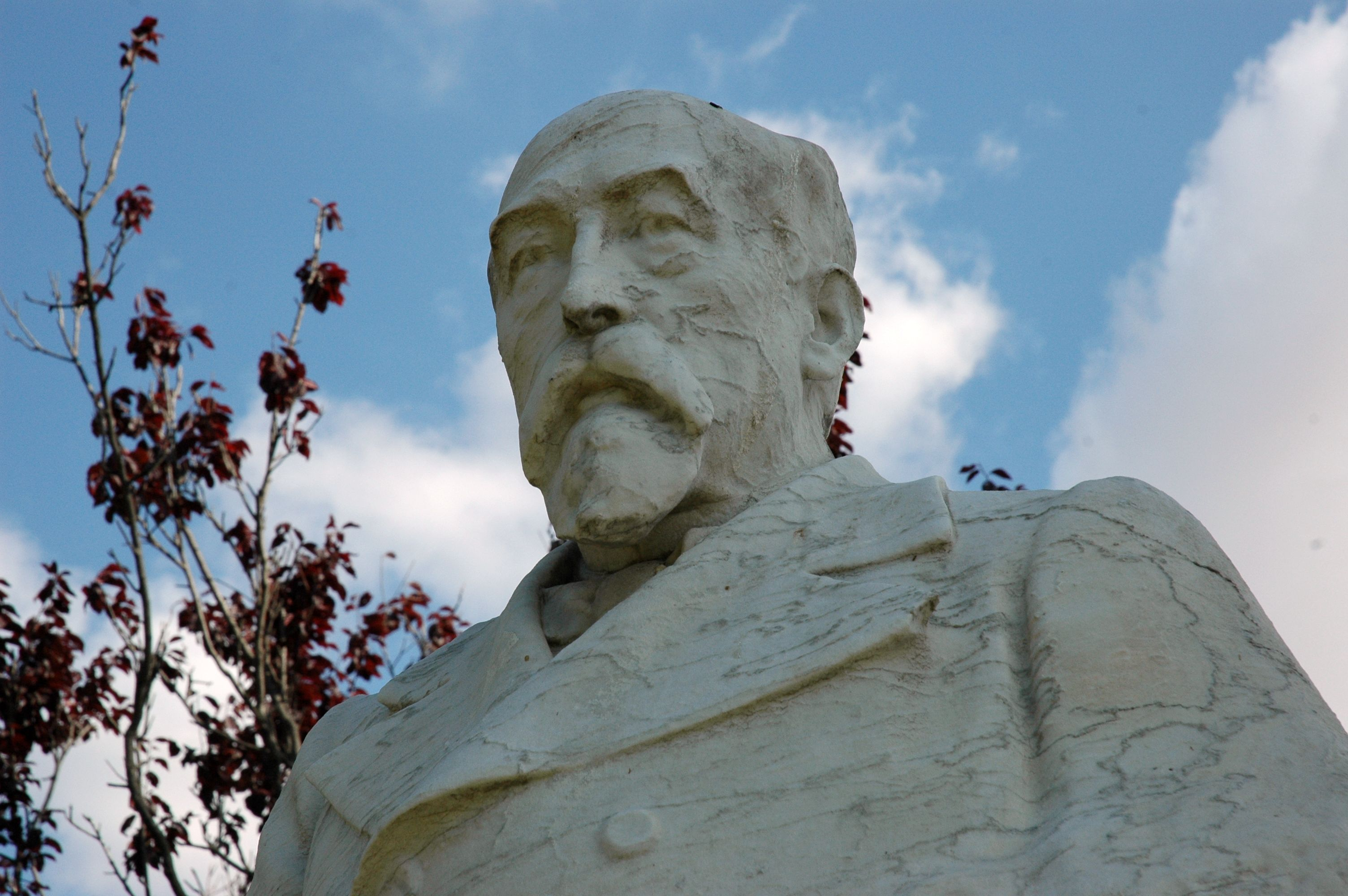
Statue von Marià Aguiló i Fuster im Parc de la Ciutadella in Barcelona von Eusebi Arnau

Marià Aguiló i Fuster (* 16. Mai 1825 in Palma de Mallorca; † 6. Juni 1897 in Barcelona) war ein mallorquinisch-katalanischer Dichter, Philologe und Bibliograph. Aguiló war einer der Begründer und die zentrale Figur der katalanischen Renaixença, derjenigen Bewegung im 19. Jahrhundert, die der katalanischen Sprache und Kultur wieder zur kulturellen Geltung verhalf.

## Leben und Werk
Aguiló stammte aus einer wohlhabenden Familie aus Palma. Bereits in seiner Jugend interessierte er sich für die katalanische Kultur. Seine ersten katalanischsprachigen Gedichte aus dieser Zeit wurden posthum im Jahr 1900 unter dem Titel Records de Jovenesa veröffentlicht. Sie weisen Anklänge an die romantische Volksdichtung der damaligen Zeit auf. Seine wenigen spanischsprachigen Gedichte gerieten eher provinziell und erreichten nie die Schöpfungshöhe der katalanischsprachigen Gedichte. 
Im Jahr 1844 zog er von Palma de Mallorca nach Barcelona, um dort ein Studium der Rechtswissenschaften zu absolvieren. Den Beruf eines Juristen hat er jedoch nie ausgeübt. In Barcelona kam er mit Pau Piferrer, Joaquim Rubió i Ors und anderen Intellektuellen in Kontakt, auf deren Empfehlung hin er als Bibliothekar an der Universitätsbibliothek Barcelona angestellt wurde. In diesen Jahren schrieb er viel, veröffentlichte nur weniges und legte die Basis für seine bibliografischen, linguistischen und Volkstumsforschungen des gesamten katalanischsprachigen Kulturraumes, ja sogar der restlichen Iberischen Halbinsel und Frankreichs. 1849 trat er der Gesellschaft der Archivare bei. 1858 wurde er zum Bibliothekar der Universität Valencia ernannt. Hier kam er in wissenschaftlichen Kontakt mit Vicent Wenceslau Querol und mit Teodor Llorente. In diesen Jahren erarbeitete er die Bibliografia Catalana, ein Werk, das 1860 in Madrid prämiert, aber erst 1927 publiziert wurde.
1861 kehrte er an die Universitätsbibliothek Barcelona als Referatsleiter (kat.: oficial primer) zurück. Zehn Jahre später wurde er Direktor dieser Universitätsbibliothek. In den folgenden Jahren nahm er als Dichter aktiv an dem Dichterwettbewerb Jocs Florals teil. 1866 wurde er zum Meister der Troubadour-Dichtkunst ernannt. In den Jahren 1862, 1873 und 1883 wurde er zum Schirmherr der Jocs Florals (kat.: mantenidor) ernannt; 1867 und 1888 leitete er diese als Präsident. Er wurde Mitglied in der Kommission für die Rechtschreibreform der Katalanischen Sprache. Als deren Präsident hielt er wichtige Vorträge über die katalanische Sprache und die katalanische Dichtung. 
Sein dichterisches Werk wurde später von seinem Sohn Àngel Aguiló i Miró zusammengestellt und 1925 von Francesc Matheu in einer dreibändigen Gesamtausgabe (Poesies completes) herausgegeben. Aguiló führte in seinen Gedichten die Hochkultur mit der populären Kultur der Zeit zusammen. Er reicherte seine Gedichte zum Teil mit konservativen, religiösen und patriotischen Elementen an. Aguiló gilt als einer der besten romantischen Dichter der katalanischen Sprache. Seine Dichtung zeichnet sich durch ein besonderes Gleichgewicht und eine besondere Frische in der Sprache aus, die sich in Themen „Tod“, „Natur“ und „Liebe“ konkretisiert. Aguiló veröffentlichte bibliophile Ausgaben katalanischer Klassiker z. B. in der Serie Biblioteca Catalana (in Zusammenarbeit mit Miquel Victorià Amer, B. Muntaner und seinem Sohn Àngel Aguiló) und die Liederbuchsammlung Cançoneret de les obretes en nostra llengua materna més divulgades durant los segles XIV, XV e XVI (Liederbücher in katalanischer Sprache des 14., 15. und 16. Jahrhunderts). Er dokumentiert und sammelte umfangreiches Material zur volkstümlichen Dichtung in katalanischer Sprache, das in Ausschnitten in den Romancer popular de la terra catalana von 1893 veröffentlicht wurde. Darüber hinaus trug er linguistisches Material zur katalanischen Sprache zusammen. Diese Forschungen kulminierten in dem 8-bändigen Wörterbuch Diccionari Aguiló, das von 1915 bis 1934 herausgegeben wurde.
Aguiló war Mitglied der Acadèmia de Bones Lletres in Barcelona. Erst heute wird sein immenser Einfluss auf die katalanischen Renaixença voll erkannt und gewürdigt. Er gilt mittlerweile als die Hauptfigur dieser kulturellen Bewegung.

## Werke von Marià Aguiló i Fuster
- Romancer popular de la terra catalana (1893)
- Llibre de l'amor (1898)
- Llibre de la mort (1898)
- Records de jovenesa (1900)